# Horatio Hornblower
Horatio Hornblower je smyšlený románový hrdina, námořní důstojník loďstva Spojeného království. Byl stvořen spisovatelem Cecilem Scott Foresterem (1899–1966), který se nechal inspirovat osobou samotného lorda admirála Horatia Nelsona a dalších důstojníků, jako byl např. kapitán Thomas Cochrane. Hornblower se stal hrdinou jeho jedenácti románů (celá sága obsahuje deset dokončených románů a jeden – čtvrtý díl – nedokončený).

## Obsah jednotlivých částí

### I. díl
První z celé ságy je román Mr. Midshipman Hornblower (Kadet Hornblower). Odehrává se mezi léty 1794–1798. Mladý, teprve sedmnáctiletý Horatio Hornblower, syn chudého lékaře, nastupuje jako kadet na loď H.M.S Justinian, pod svého prvního kapitána Keenea. Dostává se zde do sporu se starším kadetem Jackem Simpsonem, který končí soubojem. Později, po popravě Ludvíka XVI., je převelen na fregatu Indefatigable (Indifatigebl) pod velení kapitána sira Edwarda Pellewa. Za nesčetná hrdinství je postupně povyšován z hodnosti kadeta na poručíka čekatele a poručíka.

### II. díl
Druhý román nese název Lieutenant Hornblower (Poručík Hornblower) a odehrává se mezi léty 1800–1803. Hornblower je převelen z Indefatigable na 74dělovou řadovou loď Renown pod nestandardní velení kapitána Jamese Sawyera, kde se seznámí se svým budoucím nejlepším přítelem poručíkem Williamem Bushem. Kapitán Sawyer je pro svou nezpůsobilost zbaven velení po prohlášení lodního lékaře. Po splnění mise – dobytí španělské pevnosti a zajetí tří španělských lodí – se lodi Renown na zpáteční plavbě na Jamajku do Kingston zmocní španělští zajatci, kteří se osvobodili. Je zabit kapitán Sawyer, těžce zraněn poručík Bush. Hornblower vzpouru potlačí a loď zachrání. Incident s kapitánem Sawyerem, který je brán jako vzpoura, je souzen u námořního válečného soudu v Kingstonu. Pro Hornblowera nakonec tento soud končí osvobozujícím rozsudkem a následným povýšením na Commandera (fregatního kapitána) s velením na šalupě Retribution. Jeho jmenování ovšem podléhá souhlasu z Anglie. Domů do Plymouthu dorazí po uzavření míru s Francií, jeho povýšení není potvrzeno a loď Retribution je vyřazena z aktivní služby. Mladý poručík živoří na poloviční mzdě, která přísluší námořníkovi v záloze. Na souši se setkává se svým přítelem Wiliamem Bushem, který se nachází ve stejné situaci. Hornblower zde potkává svou první ženu Marii Masonovou. Román končí nabídkou sňatku Marii, povýšením do hodnosti Commander (fregatní kapitán) a přidělením velení na šalupě Hotspur. Válka s napoleonskou Francii se blíží.

### III. díl
Třetí román nese název Hornblower and the Hotspur. Hornblower zde ustanoví svým prvním důstojníkem Wiliama Bushe. Hotspur je pověřen úkolem hlídkovat kolem francouzského pobřeží. Po incidentu s lodí Loira a začátku obnovené války s Francii je Hornblower určen k splnění mise – zničení invazní francouzské flotily, která má přepravit vojáky do Irska. Po splnění tohoto náročného úkolu a po návratu domů do Plymouthu mu Marie porodí syna.

### IV. díl
Čtvrtý román nese název Hornblower and the Crisis. Tento román byl autorem nedokončen, zůstaly jen náznaky děje, který se odehrává mezi srpnem a prosincem 1805. Anglii hrozí přímá invaze, poslední nadějí zůstává admirál Nelson. Hrdina je zbaven velení na Hotspuru, který následně ztroskotá s novým Commanderem Meadowsem. Oba se vracejí do Anglie na lodi Princess, která se utká s francouzskou brigou. Zde jsou zabaveny depeše pro admirála Villenueva. Tento čin ovlivní bitvu u Trafalgaru ve prospěch Britů a Anglie je zachráněna.

### V. díl
Pátý román nese název Hornblower and the Atropos. Hornblowerovi je přidělena tentokrát opět šalupa s názvem Atropos. Organizuje pohřební průvod mrtvého admirála Nelsona. Hornblower se setkává s králem Jiřím III. Na palubu jeho šalupy je přidělen královský synovec. Marie porodí druhé dítě, tentokrát dceru. Hornblowerova loď je věnována darem spojenci Anglie – království sicilskému. Kapitán bez lodi se vrací do Anglie, kde je mu přiděleno velení na nové fregatě Lydia. Dále se dozvídá, že obě jeho děti jsou nemocné – trpí neštovicemi.

### VI. díl
Šestý román nese název Happy Return (Šťastný návrat). Děj se odehrává od června do října 1808. Poprvé se zde Hornblower setkává se svou budoucí druhou ženou lady Barbarou Wellesley, jeho děti obě na neštovice zemřely. S rozkazem podpory velkostatkáře a šílence El Suprema v oblasti španělské Jižní Ameriky zajímá španělskou loď Natividad, kterou musí předat právě onomu šílenci. Po návratu zpět zjistí, že se situace obrátila a Španělé se stali spojenci. Vrací se a vítězně vybojuje Natividad zpět. Sbližuje se s lady Barbarou, ale nakonec k ničemu nedojde pro velký společenský rozdíl a Hornblower je navíc ženatý.

### VII. díl
Sedmý román A Ship of the Line (Řadová loď) se odehrává v období mezi květnem a říjnem 1810. Hornblower velí řadové lodi HMS Sutherland. Je zařazen do eskadry kontradmirála Leightona. Při dočasném oddělení od eskadry ochrání anglické obchodní lodě před francouzskými korzáry, později vyprostí vlajkovou loď z mělčiny. Dále je mu svěřeno velení nad akcí na pevnině, kterou málem nepřežije a později musí se Sutherlandem zadržet čtyři řadové lodě, aby neunikly flotile admirála Percyho Leightona. Z Bushe se stane mrzák, když mu dělová koule utrhne nohu. Sutherland je rozstřílen a posádka zajata, ony čtyři lodě jsou však těžce poškozeny a musí do přístavu, kde jsou potopeny eskadrou admirála Leightona.

### VIII. díl
Osmý román Flying Colours (S vlajícími prapory) zachycuje období mezi léty 1810 až 1811. Hornblower je s posádkou v zajetí. Je odvezen do Paříže společně s poručíkem Bushem, aby byl souzen za zločiny proti Francii. Cestou k soudu uniká a ukrývá se na panství hraběte De Gracay – zapřisáhlého royalisty, který ve válkách přišel o své dva syny. Setkává se zde se švagrovou hraběte Marii, se kterou je své ženě nevěrný. Po jisté době v přístavu Nantes ukradnou loď a doplují s ní do Anglie. Bush je povýšen na Commandera (fregatního kapitána) a Horatio Hornblower se dozvídá o smrti své ženy při porodu a o tom, že má syna, o kterého se stará lady Barbara, a také o smrti admirála Leightona. Sám je válečným soudem osvobozen za ztrátu lodi a povýšen do šlechtického stavu. Dostává kořistné, kterého dosáhl se Sutherlandem a dostává rentu jako plukovník námořní pěchoty.

### IX. díl
Devátý román Commodore Hornblower popisuje období mezi květnem až říjnem 1812. Na začátku Horatio a Barbara spolu žijí na panství Smallbridge. Po jeho povýšení na komodora je pověřen ochranou britských zájmů v Baltském moři. Jeho vlajkovou lodí je Nonsuch. A jeho vlajkovým kapitánem je Bush. Zajme francouzského piráta s lodí Blanchefleur. Poté se plaví na ruskou základnu do Kronštadtu, kde zachraňuje cara a švédského prince před atentátem. V Rize bojuje po boku plukovníka von Clausewitze. Z moře ostřeluje Napoleonovu armádu a nesmírně tím pomůže Rusům, kteří se ubrání. Hornblower onemocněl tyfem[nepřesný odkaz] a je nucen zůstat na pevnině, zatímco jeho eskadra pod velením Bushe se vrací do Anglie.

### X. díl
Desátý román Lord Hornblower líčí období od května 1813 až do října 1814. Horatio úspěšně potlačuje vzpouru na brize Flame. Starosta města Le Havre hrozí, že změní stranu a na základě tohoto Hornblower žádá o posily. Připlouvá loď Nonsuch s kapitánem Bushem. Město je zajištěno, Hornblower se stává guvernérem a bourbonský vévoda loutkovým vládcem. Kapitán Bush je zabit při úspěšné akci na Seině. Napoleon je poražen a Hornblower získává titul peera za obsazení Le Havre. Je nazýván lordem Hornblowerem ze Smallbridge. Jeho žena odjíždí se svým bratrem vévodou Wellingtonem na Vídeňský kongres. Horatio se vrací domů do Smallbridge. Doma dlouho nevydrží a odjíždí do Francie k hraběti de Gracay, kde se s Marii opět stanou milenci. Jeho sluha Brown se zde ožení s francouzskou dívkou. Napoleon uprchne z Elby a opět se ujme moci. Hornblower proti němu zorganizuje povstání. Marie je zabita a hrabě a Hornblower jsou odsouzeni k smrti, což se díky porážce u Waterloo nestane. Následně se vrací domu k Barbaře a svému synovi Richardovi.

### XI. díl
Jedenáctý román nese název Hornblower in the West Indies. Kontradmirál Hornblower zde velí pouze malé eskadře, protože nastal mír. Je nyní kontradmirálem, překazí další pokus o návrat Napoleona na trůn a zajme španělskou otrokářskou loď. Dále je unesen piráty na Jamajce, jejichž doupě ničí a uniká dále přihlíží ve Venezuele vítězství Simona Bolivara. Na konci jeho služby se z Kingstonu na Jamajce vrací se svou ženou domů do Anglie.

### Závěrečná krátká povídka
Poslední povídkou The Last Encounter uzavírá celou ságu o tomto hrdinném námořníkovi. Hornblower byl povýšen na admirála floty, je mu 72 let, je velmi bohatý a zdravý. Jeho syn Richard je plukovníkem v královské gardě královny Viktorie. Jednoho dne k nim na panství přichází člověk, který chce půjčit koně a tvrdí, že je Bonaparte a chce stihnout vlak. Později se ukáže, že se jedná o Napoleonova synovce a pozdějšího prezidenta Francie Napoleona III. Tímto úsměvným koncem celá sága končí.
Námořník Horatio Hornblower je známý také díky filmovému zpracování, které režíroval Andrew Grieve a kde ztvárnil hlavní roli Ioan Gruffudd; dále se například v roli kapitána sira Edwarda Pellewa představil Robert Lindsay.